# Direkt marketing
A direkt marketing a nem-bolti kiskereskedelem illetve az értékesítés-ösztönzés fontos formája. Valamely reklámeszköz felhasználásával a megcélzott személyekkel történő közvetlen (direkt) kapcsolatfelvételre és (marketing)kommunikációra törekszik. "Direkt marketing alkalmazásakor a vállalat közvetlen fogyasztói csatornákon keresztül, azaz közvetítők nélkül lép kapcsolatba a vevőkkel, szállít termékeket, illetve nyújt szolgáltatásokat... Minden, direkt marketinget alkalmazó cég mérhető reakció (válasz) kiváltására törekszik, ami rendszerint egy-egy megrendelés. Ezért, a direkt marketinget közvetlen megrendelést alkalmazó marketingnek (direct-order marketing) is nevezik."

## Közvetlen üzletszerzés
Az 1995. évi CXIX. törvény meghatározása szerint:
- Közvetlen üzletszerzés (direkt marketing): azoknak a közvetlen megkeresés módszerével végzett tájékoztató tevékenységeknek és kiegészítő szolgáltatásoknak az összessége, amelyeknek célja az érintett részére termékek vagy szolgáltatások ajánlása, hirdetések továbbítása, a fogyasztók vagy kereskedelmi partnerek tájékoztatása, üzletkötés (vásárlás) előmozdítása érdekében.

- Közvetlen üzletszerzési (direkt marketing) lista (a továbbiakban: üzletszerzési lista): nevek és lakcímek gyűjteménye, amely az érintettekkel vagy kereskedelmi partnerekkel való kapcsolatfelvételt és kapcsolattartást szolgálja a közvetlen üzletszerzés céljából. A lista a néven és lakcímen kívül csak az ügyfelek és támogatók érdeklődésére vonatkozó információt tartalmazhatja.

## A legfontosabb közvetlen csatornák
1. levélreklám (angolul: direct mail, DM): Közvetlen levél formájában prospektusokat és röpiratokat küldenek a lehetséges vásárlóknak a különböző vállalatok.
2. csomagküldő szolgálat vagy csomagküldő kereskedelem: Ez az egyik legelterjedtebb módszer. Az áruházak kínálatukat katalógusokban mutatják be és a megrendelt árut postai úton szállítják el a megrendelők otthonába. Ez a forma mind előnyökkel mind hátrányokkal rendelkezik. Az áruházaknak nem kell eladó személyzetet fenntartani, azonban nehéz a piaci szegmenst megválasztani, ezért elsősorban azoknak küldik el a katalógusukat, akik már rendeltek tőlük.
3. telemarketing: Telefonon végzett piaci munka.  A telemarketing, ha az ügyfél hívásán alapul, "in-bound" (bejövő), ha a cég a kezdeményező, akkor "out-bound" (kimenő) jellegű lehet. Többen ezt tartják a leghatékonyabb eszköznek.[forrás?]
4. közvetlen válaszra ösztönző marketing egyéb eszközei: televízió [közvetlen vásárlásra ösztönző reklám (direct-response advertising), otthoni vásárlást lehetővé tevő csatornák (home shopping channels), videotext, interaktív televízió), pavilonmarketing, internetmarketing.
5. mobilmarketing: adatbázis alapon működő, a mobil eszközt és mobil hálózatot igénybe vevő olyan reklámozási gyakorlat, mely interaktív módon, személyre szabottan teremt közvetlen kapcsolatot az ügyfél és hirdető között. Célja az értékesítés ösztönzése, az ügyfélkör növelése, és a márkaépítés.

## A direkt marketing jogi kérdései
A direkt marketing számos jogi problémát vet fel, főleg az adatvédelem területén.